# Жерне, Луи
Луи Жерне (фр. Louis Gernet; 28.11.1882, Париж — 29.01.1962, там же) — французский филолог и социолог, эллинист-междисциплинарник. Проф. Алжирского университета (1920-48).

## Биография
Сформировался под влиянием школы социолога Эмиля Дюркгейма.
С 1902 года учился в парижской Высшей педагогической школе, получил степени лиценциата права и агреже.
В 1907—1914 гг. в Фонде Тьера, где сотрудничал с Марселем Гранэ и Марком Блоком.
В юности был активным членом социалистической партии, в 1908 году под псевдонимом Луи Гарнье опубликовал брошюру Le socialisme municipal, l'exemple de l'étranger.
В 1917 году получил докторскую степень в словесности.
С 1917 года преподавал древнегреческий язык в Алжирском университете, где в 1920-48 гг. был профессором.
В 1948 году, в возрасте 66 лет, он был вызван вместе с Анри Леви-Брюлем на семинар по юридической социологии Практической школы высших исследований для преподавания исторической антропологии Древней Греции.
Был связан с Марком Блоком и часто публиковался в журнале «Анналы».
В 1949-61 гг. редактор журнала «L’année Sociologique».
Подписал Манифест 121 под названием «Декларация о праве на неповиновение Во время Алжирской войны». Он также руководил коммунистическим оппозиционным периодическим изданием Voies Nouvelles, в котором выходила резкая критика колониальной политики в Алжире.
Создатель научной школы, к которой причисляются Жан-Пьер Вернан, Пьер Видаль-Накэ, Марсель Детьенн, Николь Лоро, Франсуа де Полиньяк, Поль Вен и другие.
При жизни был малоизвестен.
Этому способствовала его изоляция в Алжире, где он работал, а также замалчивание его работ представителями господствовавшей тогда университетской эллинистики.
Значение его трудов было признано впоследствии, в немалой степени благодаря его ученикам, среди которых особо выделяется Ж.-П. Вернан.
Спустя два года после смерти учителя, в 1964 году Вернан основал названный именем Луи Жерне исследовательский центр фр. Centre Louis Gernet (ныне фр. Centre ANHIMA (Anthropologie et histoire des mondes antiques)) при Высшей школе социальных наук в Париже.
«Видным специалистом по Древней Греции» указывает Л. Жерне отечественный проф. И. Е. Суриков.
К своим эллинистическим исследованиям он подходил с позиций междисциплинарности, соединяя в них филологию, юриспруденцию, социальную и экономическую историю, а также историю религии.
Его «Разыскания о развитии юридической и этической мысли в Древней Греции» называют культовой книгой, на которой воспитывались целые поколения интеллектуалов.
Его последняя книга «Антропология Древней Греции», представляющая собой сборник его статей, была подготовлена к печати уже после его смерти Ж.-П. Вернаном.
Т. В. Кудрявцевой отмечалось, что наметившееся в современности рассмотрение афинского права и системы судопроизводства в рамках парадигмы «закон и общество» „началось, пожалуй, с выхода в свет книги“ Droit et societe dans la Grece ancienne (1955 [orig 1937]).

## Книги
- «Разыскания о развитии юридической и этической мысли в Древней Греции» «Recherches sur le développement de la pensée juridique et morale en Grèce» (его докторские тезисы; 1917, переизд. 2001)
- «Греческий гений в религии» («Le Genie grec dans la religion», 1932, в соавт. с Андре Буланже; переизд. 1970)
- Droit et societe dans la Grece ancienne (1955 [orig 1937])
- «Антропология Древней Греции» («Anthropologie de la Grece antique»; сб. статей; Париж, 1968; 2-е изд. 1982)